# Senshū Bunko

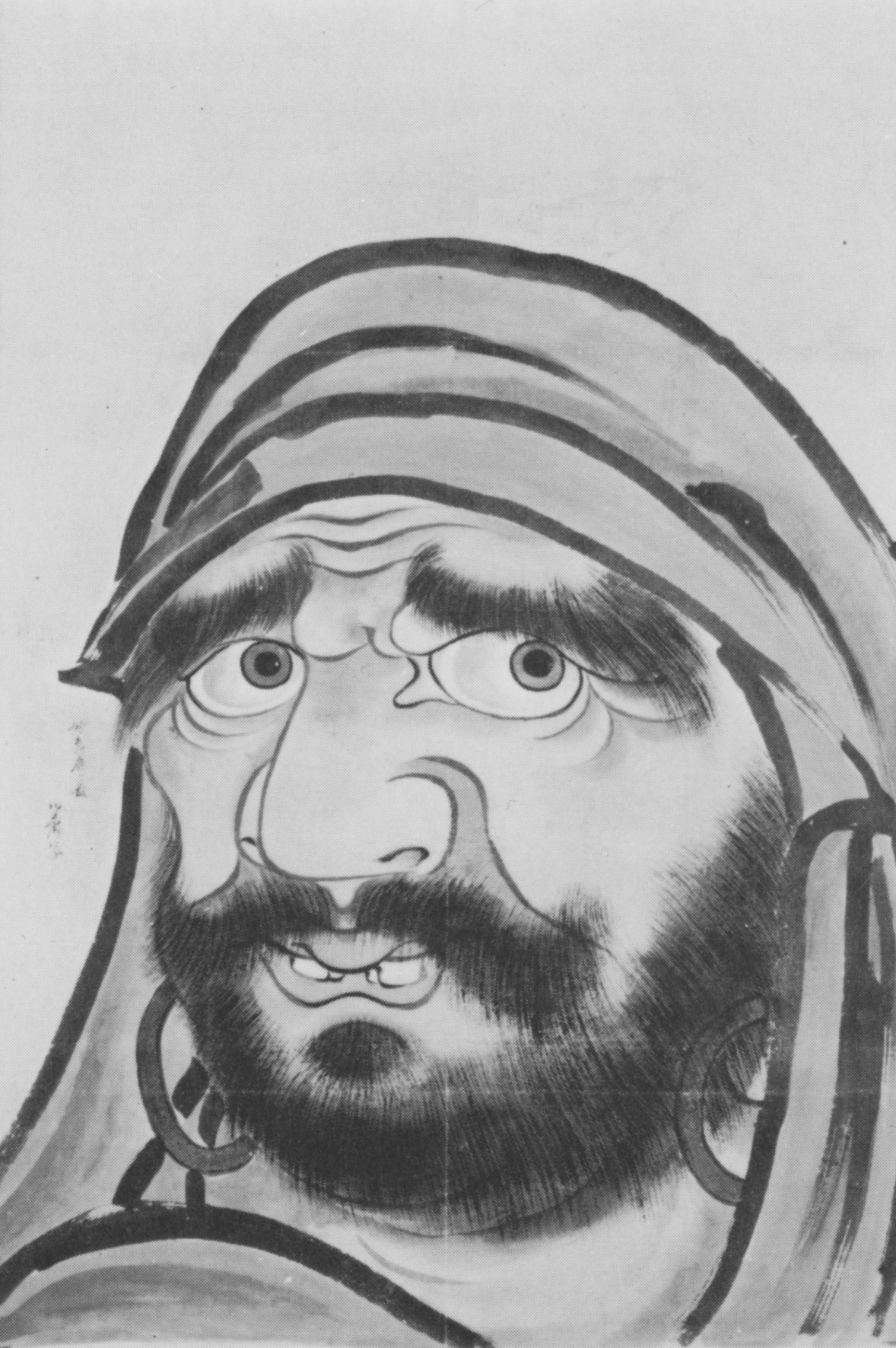
Daruma (Sugawara Dōsai)

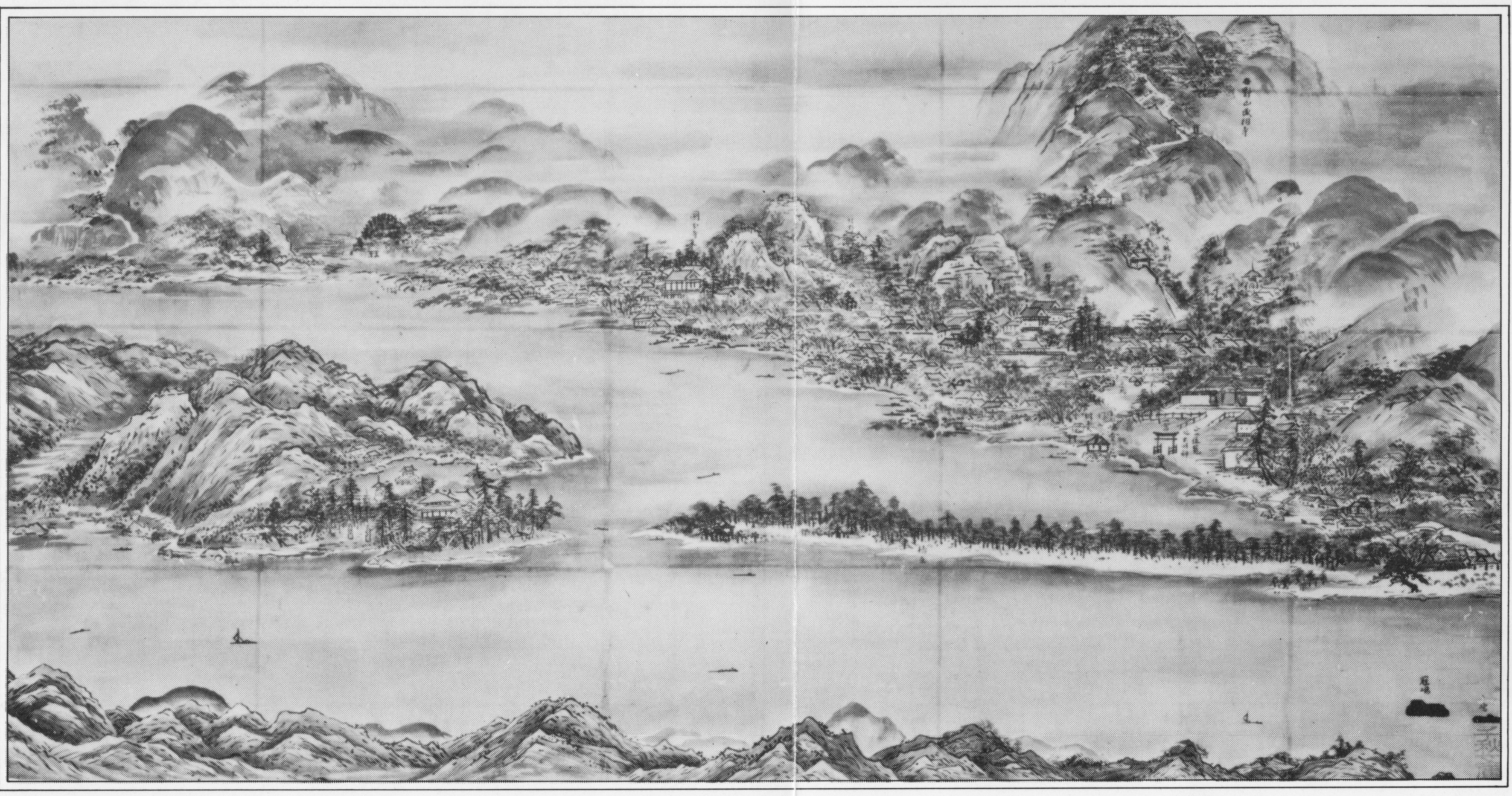
Amanohashidate
(Kopie nach Sesshū)

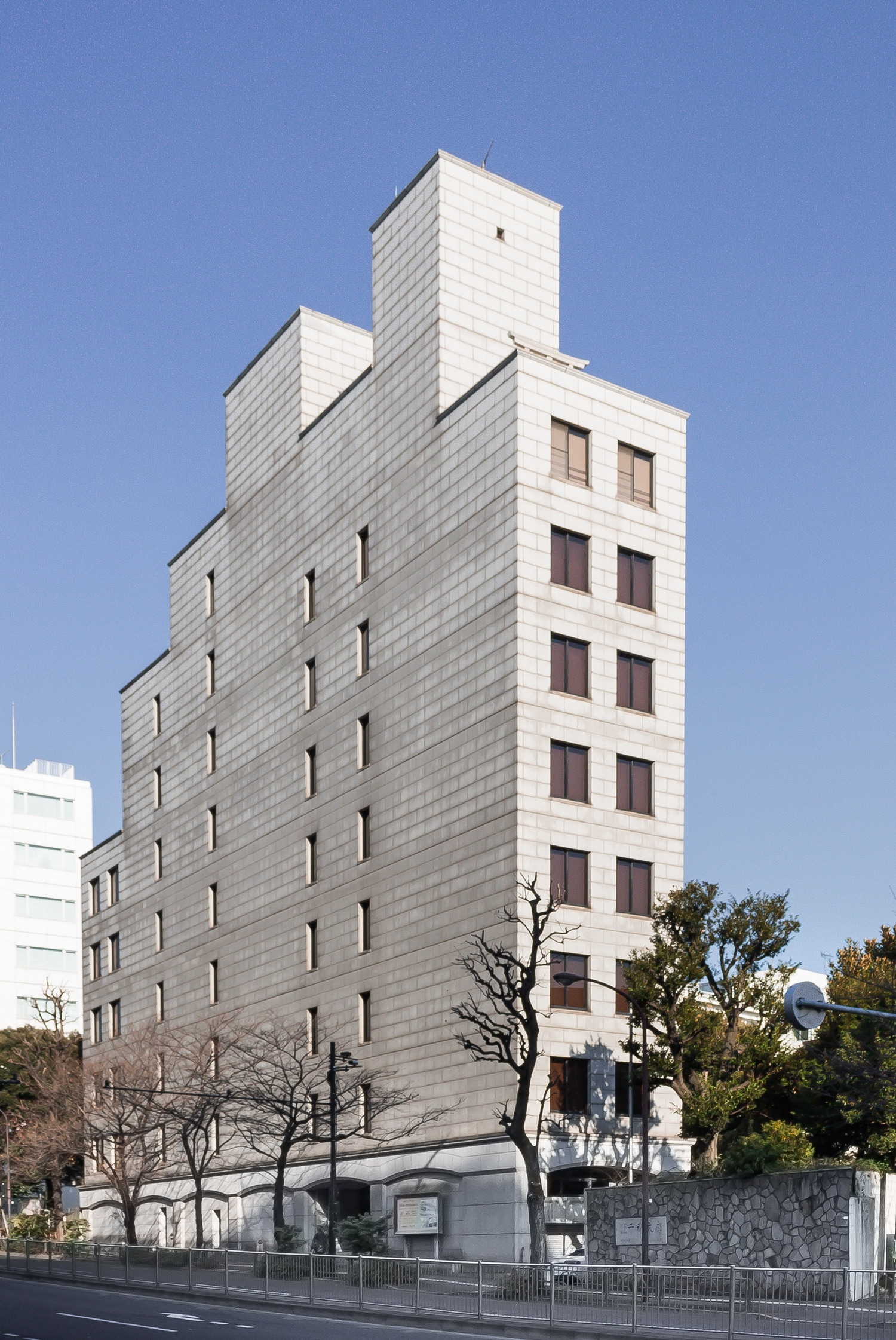
Senshū Bunko

Die Sammlung Senshū Bunko (japanisch 千秋文庫) in Chiyoda, Präfektur Tokio bewahrt das kulturelle Erbe des Satake-Klans aus Akita, dessen Oberhaupt in der Edo-Zeit zu den großen Daimyō zählte.

## Übersicht
1942, also während des Zweiten Weltkrieges, gab Satake Yoshiharu (佐竹義春; 1890–1944), 12. Chef der Satake-Klans, die Sammlung der Familie an Kobayashi Shōji (小林昌次), der das von Bombenangriffen bedrohte Material aus Tokio heraus in Sicherheit brachte. Kobayashi begann die Sammlung zu ordnen, was im September 1981 mit der Eröffnung eines Erdbeben- und Brandfesten Gebäudes seinen Abschluss fand. Kobayashi starb ein Jahr später. Die Sammlung mit Materialien vom Mittelalter bis zur Neuzeit ist der Öffentlichkeit zugänglich.

## Auswahl aus der Sammlung

### Alte Schriftstücke
- von Ashikaga Tadayoshi (1351)
- mehrere von Date Masamune (1612)
- über jährliche Kamakura-Feste (1456)
- Tagebuch des Umetsu Masakage (1628)
- Notizen zur Provinz Dewa (1647)

### Bilder
- Löwen (Drei Hängerollen): Sesshū (Kopie)
- Amanohashidate: Sesshū (Kopie)
- Hotei, Kopie von Tsumura Dōtatsu
- 16 Oshin-Hängerollen, Kopien von Sugawara Dōsai (1761–1821)
- Kannon (Drei Hängerollen), Kopien

### Alte Karten
- Weltkarte nach Matteo Ricci (1858)
- Rekonstruktion von Edo der Chōroku-Zeit  (1457–1461)
- Musashi-Toshima-gun Edo
- Groß-Japan (1777)

### Alte Darstellungen von Schlachten u. a.
- Schlacht von Sekigahara
- Burg Ōsaka, Winterbelagerung
- Burg Ōsaka Sommerbelagerung
- Weitere Karten zur Burg Edo, Burg Akita, Schriften zur Teezeremonie, Unterschriften und Siegel aus verschiedenen Zeiten.